# Aa riobambae
Aa riobambae је врста из рода орхидеја Aa из породице Orchidaceae, пореклом је из Еквадора. Нема назначених подврста у Catalogue of Life.